# Lotte van Beek
Lotte van Beek, född den 9 december 1991 i Zwolle, Nederländerna, är en nederländsk skridskoåkare.
Hon tog OS-brons på damernas 1 500 meter i samband med de olympiska skridskotävlingarna 2014 i Sotji. I lagtempo på samma vinter-OS tog hon guld och tillsammans med sina lagkamrater satte de olympiskt rekord och banrekord i kvartsfinalen med tiden 2:58.61.
Vid de olympiska skridskotävlingarna 2018 i Pyeongchang tog van Beek en silvermedalj i lagtempo.